# Bartholomeus Sloet tot Oldhuis
Bartholomeus Willem Anne Elisa (Bart) baron Sloet tot Oldhuis (Huize de Beele, Voorst, 12 oktober 1807 - Zwolle, 16 juni 1884) was een Nederlands econoom, jurist en liberaal politicus en Thorbeckiaans Tweede Kamerlid.

## Levensloop
Sloet tot Oldhuis volgde middelbaar onderwijs aan het Instituut Van Kinsbergen, een kostschool in Elburg. In deze tijd vormde zich zijn uitgestrekte belangstelling en maakte hij kennis met onder andere de latere dichter Joost Hendrik Burlage. Van 1824 tot 1830 studeerde hij rechten aan de Universiteit Utrecht. Hij promoveerde hier met het proefschrift "Dissertatio philosophico-juridica inauguralis sistens animadversiones nonnulae de natura civitatis", een filosofisch-juridisch betoog over het wezen van de staat.
In 1830 ging hij met zijn broer Ludolf Anne Jan Wilt Sloet van de Beele in dienst in het leger en nam onder andere deel aan de Tiendaagse Veldtocht. In 1832 kreeg hij eervol ontslag en werd burgemeester van Hengelo (Overijssel). In 1838 werd hij lid en later voorzitter van de arrondissementsrechtbank te Zwolle.
Sinds 1841 gaf hij het Tijdschrift voor Staathuishoudkunde en Statistiek uit, waarin de meeste artikelen van zijn hand waren en hij onder meer pleitte voor vrijhandel en vermindering van belastingen. Zijn pogingen om via het recht van initiatief de tienden afkoopbaar te stellen, mislukten.
Hij was een van de oprichters van de Overijsselsche Maatschappij van Provinciale welvaart, waarvan hij lang voorzitter was, en riep de Staat- en Landhuishoudkundige congressen in het leven.
Hij maakte als buitengewoon lid deel uit van de Dubbele Kamer in 1840 en 1848 en steunde hervormingsvoorstellen. Ook was hij geruime tijd voor de liberalen (Thorbeckianen) lid van de gemeenteraad te Zwolle, van de Provinciale Staten van Overijssel en de Tweede Kamer der Staten-Generaal, maar was later alleen voorzitter van de rechtbank.

## Publicaties
- 1828. Studentenkoor uit de Cantate voor het Studenten-concert, in muzijk gebracht door B. Wanstadt, Utrecht
- 1830. Antigonus, treurspel, Utrecht
- 1835. Poëzy, Zutphen
- 1836. Lierzang op het tweede Utrechtsche Eeuwfeest, Utrecht
- 1843. Levensschets van P.O.C. Vorsselman de Heer, met bijlagen van J.F.L. Schröder, J.J. Mulder en S. van Delden, Deventer
- 1873. Uit mijn dichterlijk leven, Dev. 1869 en Herfstdraden, Deventer

## Tweede Kamer
| Periode                   |
| ------------------------- |
| 21-09-1848 t/m 06-10-1848 |